# 류단 (1944년)
류단(劉丹, 유단, 본명(本名)은 류칭지(劉慶基, 유경기), 초기 예명은 차사오빙(叉燒炳, 차소병), 영문명은 Danny Lau, Dan Lau· William Lau, 1944년 1월 13일 ~ )은 중화인민공화국 홍콩 특별행정구의 연극배우, 영화배우, 텔레비전 연기자, 정치인이다.

## 생애
중화민국 장쑤 성 상하이에서 출생하여 지난날 한때 중화민국 산둥성 웨이하이를 거쳐 중화민국 광둥성 광저우에서 잠시 유아기를 보낸 적이 있는 그는 1963년 홍콩에서 연극배우로 첫 데뷔하였고 1969년 영화 《용음호소(龍吟虎嘯)》의 단역 출연을 통하여 영화배우 데뷔하였으며 1975년부터는 텔레비전 드라마에도 출연하기 시작하였다. 한때 최근에는 홍콩의 의정(議政) 및 정당(政黨) 활동에도 투신하였다.
그의 아들은 홍콩의 영화배우 겸 가수 류카이웨이(劉愷威)이다.